# Східний Тимор на зимових Олімпійських іграх 2022
Східний Тимор взяв участь у зимових Олімпійських іграх 2022, що тривали з 4 до 20 лютого в Пекіні (Китай). Це була третя поспіль участь цієї країни в зимових Олімпійських іграх.
Збірна Східного Тимору складалася з одного гірськолижника. Йоанн Гутт Гонсалвіш як єдиний представник своєї країни ніс її прапор на церемонії відкриття.

## Спортсмени
Кількість спортсменів, що беруть участь в Іграх, за видами спорту.
| Вид спорту          | Чоловіки | Жінки | Загалом |
| ------------------- | -------- | ----- | ------- |
| Гірськолижний спорт | 1        | 0     | 1       |
| Загалом             | 1        | 0     | 1       |

## Гірськолижний спорт
Від Східного Тимору на Ігри кваліфікувався один гірськолижник, що відповідав базовому кваліфікаційному критерію. Йоанн Гутт Гонсалвіш представляв свою країну на третіх поспіль зимових Олімпійських іграх.
Чоловіки
| Спортсмен            | Дисципліна                    | 1-й спуск | 1-й спуск | 2-й спуск | 2-й спуск | Сума | Сума  |
| Спортсмен            | Дисципліна                    | Час       | Місце     | Час       | Місце     | Час  | Місце |
| -------------------- | ----------------------------- | --------- | --------- | --------- | --------- | ---- | ----- |
| Йоанн Гутт Гонсалвіш | Гігантський слалом (чоловіки) | 1:21.52   | 52        | НФ        | НФ        | НФ   | НФ    |